# Jacopo Pitti
Pour les articles homonymes, voir Pitti (homonymie).
Jacopo Pitti, né à Florence le 25 janvier 1519 où il est mort le 24 mai 1589, est un historien, diplomate et homme politique italien.

## Biographie
Fils de Francesco et de Ginevra Lanfredini, Jacopo Pitti est partisan de la famille Médicis. Le 4 août 1568, il devient sénateur, avant d'être nommé orateur du pape Grégoire XIII en 1572. Il est élu consul de l'Accademia Fiorentina en 1567, succédant à Leonardo Salviati. Vers 1555, il fonde l'Accademia del Piano, tirant son nom d'après la plaine (Piano) de Ripoli (aujourd'hui Bagno a Ripoli), où se réunissaient les académiciens. L'activité intellectuelle de Pitti n’est pas moins intense que son activité politique.
Jacopo Pitti est gouverneur de plusieurs villes de Toscane et vicaire de Pescia. En 1549, il épouse la nièce du cardinal Niccolò Gaddi, Maddalena Gaddi, avec qui il a cinq enfants. Ses trois filles contractent des alliances avec les familles Alamanni, Antinori et Strozzi. Héritant du nom de famille et des biens de sa famille maternelle, son second fils, Camillo, donne naissance à la branche des Pitti Gaddi.
Dans ses deux livres d'Istorie Fiorentine (Histoires florentines), conçus comme une chronique des événements de 1494 à 1529, Pitti ne cache pas ses affiliations politiques. Il est également l'auteur d'une Vie d'Antonio Giacomini Tebalducci, soldat de profession au service de Florence. Dans le cadre d'une polémique autour de la Storia d'Italia de Francesco Guicciardini, il rédige un pamphlet intitulé Apologia dei Cappucci (1570-1575), pour défendre la faction des démocrates, surnommés Cappucci. L'œuvre se présente sous la forme d'un dialogue entre trois personnages: Tito, Publio et Marchetto.
Les deux premiers livres des Istorie Fiorentine nous sont parvenus intégralement. Cinq pages subsistent du troisième livre, une page du cinquième et 16 lignes du quatrième.

## Documentation
Ses manuscrits sont conservés à la Bibliothèque nationale de Florence. Vie d'Antonio Giacomini Tebalducci, éditée en 1570, Magl. , XXV.310. Vie d'Antonio Giacomini Tebalducci, éditée en 1574, XXV.346. Apologia de' Cappucci, première partie, XXV.323. Histoire florentine, XXV.349.

## Travaux
- Adriana Mauriello (a cura di), Istoria fiorentina / Jacopo Pitti, Napoli, Liguori, 2007, SBN UBO3243029.
- « Vita di Antonio Giacomini », Archivio storico italiano, G. P. Viesseux, vol. IV,‎ 1853, p. 99-270 A cura di C. Mozzani.
- « Apologia de' Cappucci », Archivio storico italiano, G. P. Viesseux, vol. IV,‎ 1853, p. 271-384 A cura di C. Mozzani.